# Preston Cloud
Preston Ercelle Cloud, Jr. (26 septembre 1912 – 16 janvier 1991) est un paléontologue, géographe, géologue et professeur américain. Il est surtout connu pour son travail sur l'échelle des temps géologiques et les origines de la vie sur Terre.

## Biographie
Cloud est né à West Upton (Massachusetts) et a grandi à Waynesboro (Pennsylvanie), où se développe son intérêt pour la vie au grand air. Après son premier cycle universitaire, Cloud passe trois ans dans la United States Navy (de 1930 à 1933).
Malgré les difficultés rencontrées lors de la Grande Dépression, Cloud réussit à se faire rémunérer pour son premier semestre de cours à l'université George Washington.
Il y rencontre Ray Bassler, professeur s'occupant largement de la section paléontologie du National Museum of Natural History. Devant l'intérêt de Cloud pour ses travaux, Bassler s'arrange pour qu'il puisse travailler au Museum. Par la suite, Cloud travaille avec Gustav Arthur Cooper (1902-1999), un paléontologue et stratigraphiste auprès duquel il en apprend beaucoup sur les fossiles, notamment le genre brachiopoda. Il travaille alors à temps plein au Museum, et devient diplômé en 1938 (Bachelier ès sciences).
Cooper permit également à Preston de suivre les enseignements de l'université Yale.